# Wasserfahrzeug mit Elektroantrieb

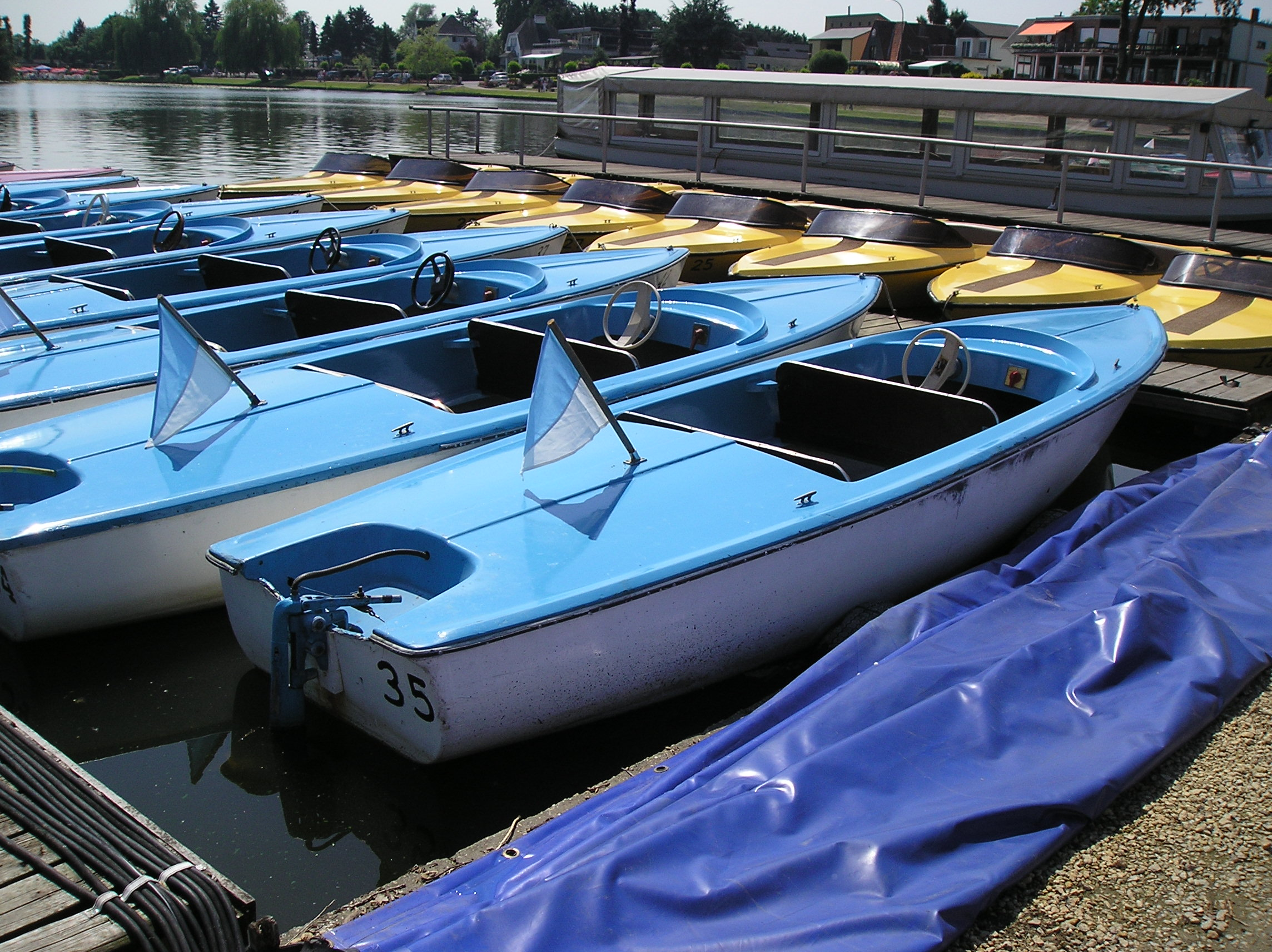
Elektroboote können in vielen Touristenzentren ausgeliehen werden.

Wasserfahrzeug mit Elektroantrieb steht als Oberbegriff für Elektroboote, Elektroschiffe und ähnliche Wasserfahrzeuge verschiedener Größen, deren Antrieb mittels Elektromotor erfolgt.

## Beschreibung diverser Antriebsmöglichkeiten
Häufig kommt die Energie vom Stromnetz am Land und wird mittels Ladegerät in Akkumulatoren im Wasserfahrzeug eingespeichert, während es am Liegeplatz anliegt.
Dieses Funktionskonzept kann vielfältig abgewandelt sein, Fahrzeuge in Größe, Leistung und Reichweite stark variieren. So ist Elektroantrieb bei Segelschiffen nur Hilfsantrieb für Flaute oder Fahrt im Hafen.
Im Fährbetrieb kommt direkte Stromversorgung von Land über Oberleitung und Stromabnehmer oder luft- oder wassergeführte Kabel vor.
Akkus können ganz oder teilweise durch Stromerzeugung an Bord geladen werden: Durch Sonnenzellen – Solarboot, Windrad, Schleppgenerator (im Fahrtwasser), Schaufelrad beim Liegen im Fluss, Brennstoffzelle samt Brennstoff.
Neben Schiffsschraube sind auch Schaufelrad und andere Erzeuger für Vortriebskraft möglich.
Elektroantrieb kommt auch bei U-Booten, Torpedos und Modellbauschiffen vor.
Der Antriebsakku kann direkt oder über einen separaten Akku auch Bordfunktionen wie Beleuchtung, Funk, Navigation, Kochen mit Strom versorgen.

## Geschichte

### Das erste funktionsfähige Elektroboot
Die ersten erfolgreichen Versuche mit einem elektrischen Bootsantrieb wurden am 13. September 1839 von Moritz Hermann von Jacobi mit einem umgebauten Ruderboot durchgeführt. Es war damit das erste funktionsfähige Elektroboot der Welt. Eine weitere Versuchsfahrt unternahm Jacobi in den Folgejahren mit einem von ihm optimierten Gleichstrommotor und verbesserten galvanischen Zellen von William Grove. Weitere technische Verbesserungen an dem elektrischen Antriebsmotor, die Jacobi in den folgenden Jahren durchführte, haben im Oktober 1841 weitere Fahrten erforderlich gemacht.

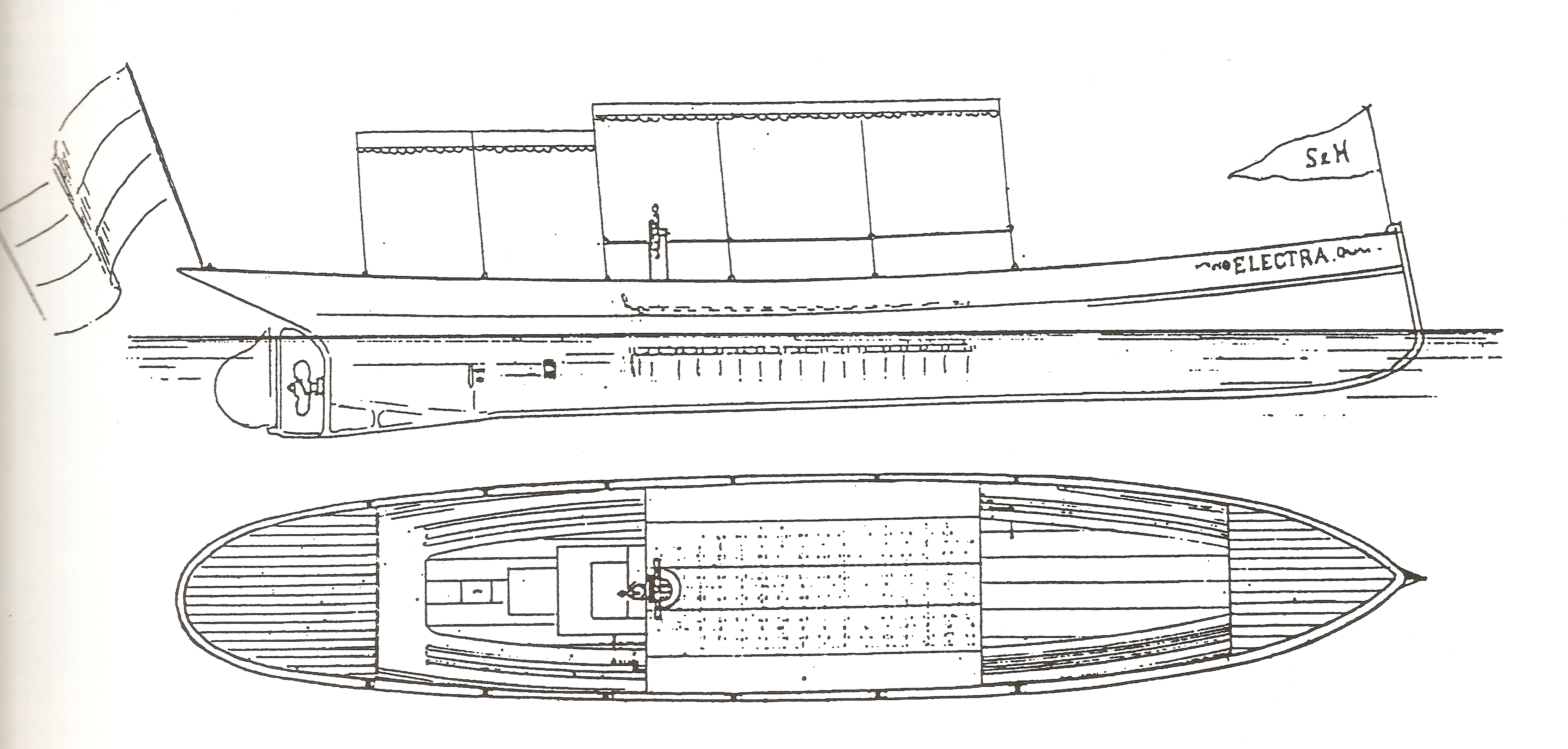
Skizze des 1886 auf der Spree eingesetzten Elektrobootes Electra

### Weitere Entwicklung bis heute
Zur Internationalen Elektrischen Ausstellung 1883 beförderte ein Elektroboot auf der Donau in vier Stunden 40 Personen von Wien nach Pressburg (heute Bratislava).
Ab 1886 machte man mit der Electra gezielte Erprobungsfahrten auf der Spree zur Lösung des Nahverkehrsproblems in Berlin; diese Antriebsform konnte sich aber nicht durchsetzen.
Am Königssee verkehren von 1909 bis heute elektrisch angetriebene Ausflugsschiffe.
Die Bootswerft Heistracher baute 1957 Elektroboote, die aus Blei-Säure-Akkumulatoren mit Energie versorgt wurden.
Mit der ersten Ölpreiskrise 1973/74 und dem Ölembargo einiger ölexportierender Länder in den 1970er Jahren kam wieder Interesse an Elektrobooten auf. Hinzu kamen verbesserte Möglichkeiten, Akkumulatoren mittels Solarzellen elektrisch zu laden. Mit diesen Solarbooten wurde es erstmals möglich, gleichzeitig sowohl eine theoretisch unbegrenzte Reichweite wie bei Segelbooten als auch eine Manövrierfähigkeit wie bei Motorbooten zu erreichen. Das erste praktisch verwendbare Solarboot wurde vermutlich 1975 in England konstruiert.
Es gibt Binnengewässer, zum Beispiel Talsperren, auf denen die Nutzung von Booten mit Verbrennungsmotoren reglementiert oder verboten ist. Dies fördert die Nachfrage nach Booten mit alternativen Antriebssystemen wie Solar- und Brennstoffzellenboote (mit Methanol, denkbar aus Wasserkraft).
2014 wurden in Berlin mit der FährBär die erste akkuelektrische Personenfähre eingesetzt, inzwischen sind es 5 Fähren, die erstaunlicherweise nicht von Berliner Gesellschaften, sondern von der Weiße Flotte in Stralsund betrieben werden.
2015 ging die Ampere als erste akkuelektrische Fähre für Pkw, in Norwegen nördlich von Bergen in Betrieb. Ladestationen befinden sich an beiden Anlegestellen, zu beiden Seiten eines Fjords. Seitdem verkehren in Norwegens Schärengewässer zunehmend akkubetrieben Fährschiffe.
BB Green ist ein akkuelektrisch betriebenes 80-%-Luftkissenboot, das im März 2017 in Riga (Lettland) vom Stapel lief. Das Demonstrationsschiff ist Ergebnis EU-geförderter Forschung und mit 30 Knoten Reisegeschwindigkeit ein besonders schnelles Elektroboot für 99 Passagiere und 14 Seemeilen Distanz, wonach es 20 Minuten Ladezeit (Super-Charging) benötigt.
BB Green ist ein Akronym aus Battery-powered Boats, providing Greening, Resistance reduction, Electric, Efficiency and Novelty.
2017 ging mit Elektra (Schiff, 2017) in Finnland eine erste Elektrofähre in Betrieb.
Seit Juni 2017 fährt ein Fährschiff mit akkuelektrischem Antrieb in Taiwan. Zusätzlich weist es einen Dieselmotor plus Generator als Range Extender auf.
2019 wurde von der Kibitzwerft in Havelberg mit der Suncat 120 das erste von zwei Fahrgastschiffen mit Akkuantrieb für 180 Passagieren an die Berliner Reederei SolarCircleLine abgeliefert. Zum Aufbau der entsprechenden Ladeinfrastruktur wurde im Frühjahr 2018 in Berlin daher auch der Verband für Elektroschifffahrt und Ladeinfrastruktur gegründet.
In Venedig gab es schon länger Hybridboote mit Elektro- und Dieselantrieb. 2020 startet E-concept den Aufbau eines Systems von Lademasten entlang der Kanäle für Privatboote sowie Schiffe für den Passagiertransport, um Abgase und CO2-Emissionen zu reduzieren.
2021, die Elektra ist das weltweit erste emissionsfreie Schubboot.

## Komponenten
Wie alle Fahrzeuge brauchen Elektroboote für die benötigte Energie eine primäre Quelle, eine Speichermöglichkeit und eine Umwandlung in mechanischen Vortrieb, in der Regel Elektromotoren und Propeller oder Schaufelräder.

### Energiequelle

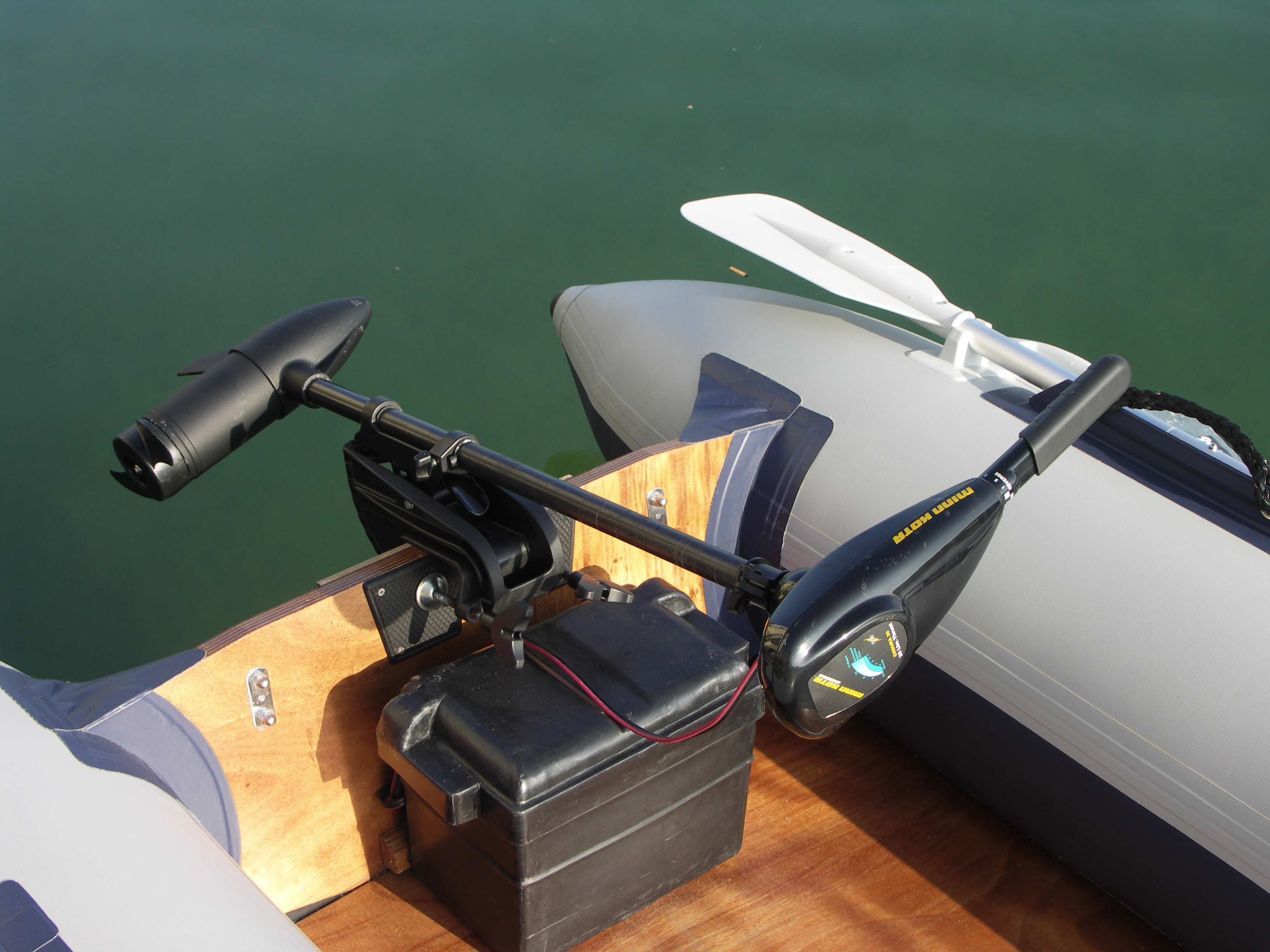
Elektroaußenborder mit Batteriekasten

- Bei den meisten Elektrobooten werden die Akkumulatoren mittels Ladegerät am landseitigen Stromnetz aufgeladen. Die Umweltfreundlichkeit solcher Elektroboote besteht in den geringen direkten Lärm- und Schadstoffemissionen des Bootes selbst, hängt jedoch indirekt vom eingekauften Strommix ab. Wirkungsgrad und Umweltfreundlichkeit eines thermischen Kraftwerkes sind in der Regel besser als bei individuellen Verbrennungsmotoren. Elektrische Lademöglichkeiten sind in Marinas üblich. In einigen Gegenden sind sie in Häfen und bei Anlegestellen für Touristen zu finden.
- Windgeneratoren sind bei Segelyachten üblich. Sie sind wie die vom Fahrtwasser angetriebenen Schlepp-Generatoren bei starkem Wind unterwegs nützlich, besonders jedoch bei Liegezeiten im Hafen oder vor Anker. Bei den üblichen Größen sind es jedoch bestenfalls Hilfsantriebe. Es gibt einige Yachten mit so großen Windturbinen, dass diese den Hauptantrieb stellen. Sie arbeiten jedoch rein mechanisch; es sind noch keine primär mit Wind betriebene Elektroboote bekannt. Größere Windturbinen stellen auf einem kleinen Boot ein schwierig zu lösendes Sicherheitsproblem dar.
- Solarzellen können auf vorhandenen oder extra errichteten Flächen angebracht werden. Die meisten Solarboote haben horizontale Solardächer, da diese selbst gegenüber starken Winden relativ unempfindlich sind. Jedoch kann eine der Sonne zugeneigte Fläche mehr Leistung abgeben und verstellbare Flächen sind unabdingbar, wenn Solarboote im Winter in nördlichen Breitengraden betrieben werden sollen. Die Größe der Solarfläche bestimmt Leistungsfähigkeit und Reichweite. Solarboote mit verhältnismäßig großen solar nutzbaren Flächen erreichen bei guten Bedingungen ihre Reisegeschwindigkeit ohne Energie aus der Batterie zu nehmen, oder können gleichzeitig fahren und die Batterie laden. Solche Boote können selbst bei Bewölkung Fahrt machen, ohne die Batterie zu verwenden und haben somit meistens eine unbegrenzte Reichweite.
 Solarzellen können auch landseitig am Liegeplatz eines Elektroboots oder Solarboots aufgebaut werden und stehen so während der meist langen Liegezeiten der Boote zur Verfügung. Üblicherweise werden solche Anlagen mit dem Stromnetz verbunden, damit die überschüssige Sonnenenergie ins Netz eingespeist werden kann, wenn die Bootsbatterie voll geladen ist, oder im Gegenteil vom Stromnetz geladen werden kann, wenn die Einstrahlung nicht ausreicht. Bei einigen Solarbooten werden dazu auch die Solarzellen an Bord in den Netzverbund einbezogen. Solche Boote liefern über das Jahr gemittelt meistens einen Überschuss ins Stromnetz.
- Schlepp-Generatoren sind bei Segelyachten üblich, die lange Strecken zurücklegen. Bei kräftigem Wind wird nahe der Rumpfgeschwindigkeit gesegelt. Der zusätzliche Widerstand des Generators fällt dann kaum ins Gewicht. Bei Flaute kann die so gespeicherte Energie bei eingeholtem Schlepp-Generator wieder verwendet werden. Einige Boote benutzen statt eines geschleppten Generators den normalen Propeller und den elektrischen Bootsmotor auf diese Weise. Jedoch sind bei einem üblichen Propeller die Flügel für den Generatorbetrieb falsch herum.
- Wärmekraftmaschinen können mit Generatoren auch zur Erzeugung elektrischer Energie verwendet werden. Dieselelektrische Antriebe ohne elektrische Energiespeicherung finden bei großen Schiffen Verwendung. Sie werden jedoch nicht zu den Elektrofahrzeugen gezählt, da ohne Verbrennungsmotor kein Betrieb möglich ist. Mit elektrischer Energiespeicherung wird dieser Mischantrieb als Hybridantrieb bezeichnet. Sehr bekannte Vertreter sind konventionelle militärische U-Boote. In der Schifffahrt sind grundsätzlich zwei Varianten verbreitet:
  - Beim Serienhybrid lädt ein kleiner Generator mit Verbrennungsmotor oder Stirlingmotor die Batterie. Der Bootsantrieb erfolgt ausschließlich über den Elektromotor.
  - Beim Parallelhybrid wirken sowohl der Verbrennungsmotor als auch der Elektromotor auf die Antriebswelle und können auch unabhängig voneinander verwendet werden. Beim Betrieb des Verbrennungsmotors kann der Elektromotor als Generator wirken und lädt dann die Batterie. Die Abwärme des Verbrennungsmotors kann durch Wärmeübertrager auch für die Heizung oder Zubereitung von Warmwasser verwendet werden.
- Lautlose Brennstoffzellen finden seit 2003 bei deutschen U-Booten der Klasse 212 A für die Tauchfahrt Anwendung. Ein Prototyp für die Kombination von Photovoltaik und reversibel betriebenen Wasserstoff-Brennstoffzellen, die Solgenia, wird als Forschungsschiff an der Hochschule Konstanz entwickelt und seit Anfang 2007 auf dem Bodensee im praktischen Betrieb eingesetzt.
- Während viele Schiffe mit Kernenergieantrieb ohne Umwandlung der Antriebsenergie in elektrischen Strom zum Betrieb eines Elektromotors angetrieben werden, ist analog zum dieselelektrischen Antrieb auch dieser „Umweg“ möglich. Für verschiedene Verbraucher an Bord (z. B. Beleuchtung, Elektrik) wird üblicherweise ohnehin ein Teil der Leistung des Reaktors in elektrischen Strom umgesetzt (analog Lichtmaschine beim „klassischen“ Verbrenner-Pkw) Da auch ein „ausgeschalteter“ Kernreaktor jedoch das Kühlmittel zum Abführen der Nachzerfallswärme ständig in Bewegung halten muss (bzw. bei Kühlung mit Flüssigmetall dieses gegebenenfalls beheizen muss, um es flüssig zu halten), ist jedoch der Vorteil des Akkubetriebs in Bezug auf Geräuschemissionen eher gering. Da Kernspaltung keinerlei Sauerstoff verbraucht ist auch die getauchte Reichweite bei U-Booten nicht höher, wenn etwaige Akkus benutzt werden.
  - Es wäre prinzipiell auch möglich, einen thermoelektrischen Radioisotopen-Generator (RTG), wie er in der Raumfahrt vielfältige Anwendung findet als Energiequelle eines elektrischen Bootes zu verwenden, dies wurde jedoch bisher nicht realisiert

### Batterie
Wie bei Landfahrzeugen ist auch bei Booten die Batterie die Komponente, die die Eigenschaften des Fahrzeugs am stärksten einschränkt, da die Energiedichte im Vergleich zu chemischen Energiespeichern kleiner ist. Zumindest bei langsamen Verdrängungsbooten ist das allerdings weniger durch das Gewicht als durch die Kosten gegeben, besonders da alle elektrochemischen Batterien eine stark begrenzte Lebensdauer haben.
Bei kleinen Antrieben sind immer noch Blei-Säure- oder Blei-Gel-Batterien üblich, die aber durch den trägen Ionenaustausch sehr schnell an ihrer Leistungsgrenze ankommen und bei Überlastung nur kurze Lebensdauer haben.
Die Größe der Batterie bestimmt mehr als jede andere Komponente die Verwendbarkeit des Elektro- oder Solarboots. Eine große Batterie erlaubt eine ordentliche Reichweite bei niedrigen Geschwindigkeiten; mit einer einzigen Ladung wurden bereits über 200 km erreicht. Extreme Solarboote haben gar keine oder nur eine sehr kleine Batterie.
Vergnügungsboote sind in der Regel mit einem Akkumulator ausgestattet, der für eine Tagesreise ausreicht. Andererseits sind beispielsweise bei einem Kajüt-Elektroboot am Chiemsee mit 8 Blei-Gel-Akkumulatoren von dem deutschen Hersteller Sehmataler Akkuwerk Reichweiten von bis zu ca. 200 km bei etwa 6 km/h möglich (entspricht einer Fahrzeit von über 30 Stunden). Die chemische Haltbarkeit beträgt laut Hersteller ca. 12 Jahre oder 700 Ladezyklen.

### Elektromotor
Der Elektromotor ist eine Komponente jedes Elektroboots. Neben den Inbordmotoren beliebiger Bauart gibt es für kleine Boote eine große Auswahl an Außenbordern.
Um das Boot zu manövrieren, ist mindestens ein Vor- und Rückwärtsschalter nötig, am besten mit einigen Stufen. Heute sind elektronische Regler üblich, die eine stufenweise Anpassung bis zu den kleinsten Geschwindigkeiten erlauben. Solche Boote sind besonders einfach zu fahren. Moderne Regler erlauben einen 4-Quadranten-Betrieb, das heißt Antrieb und Bremsung sind jeweils vorwärts und rückwärts möglich. Üblicherweise wird jedoch durch Antrieb in Rückwärtsstellung gebremst.
Hochleistungsmotoren sind meist Innenbord-Drehstrommotoren (Asynchron oder Synchron) mit Zweikreis-Wasserkühlung. Der Motorregler wandelt den von Lithium-Akkus und/oder Supercaps kommenden Gleichstrom in Drehstrom entsprechend der Vorgabe vom Fahrhebel um. Damit man auch Lenktriebe (Z-Triebe) verwenden kann gibt es auch schnelllaufende Motoren bis etwa 5000 1/min in der Vibrationsklasse S1. Mit diesen Antrieben können auch mehrmotorige Luxusyachten auf Gewässern fahren, auf denen ein Verbot für Verbrennungsantriebe besteht. Dieses Antriebskonzept wurde von Bootshop Rust in Zusammenarbeit mit Aquamot ausgearbeitet und damit sind auch Geschwindigkeiten von über 100 km/h nicht mehr Utopie.
Der Vorteil dieser Technologie ist das extrem hohe Drehmoment, es werden Beschleunigungswerte erzielt die auch von wesentlich leistungsstärkerer Verbrennungsmotoren nicht erreicht werden. Die Beschleunigungsrampe muss sogar flacher programmiert werden um die Mechanik nicht zu überlasten.

### Vortriebserzeugung
Der Propeller ist der moderne Bootsantrieb schlechthin, obwohl auch Schaufelräder möglich sind, die beim Anfahren und Bremsen ihre Vorteile haben. Um eine befriedigende Reichweite zu erhalten, ist bei Elektrobooten ein besonders hoher Wirkungsgrad notwendig. Deshalb werden eher große, langsam drehende Propeller eingesetzt, wobei jedoch ein Kompromiss mit den Gebrauchseigenschaften gefunden werden muss, vor allem bezüglich Tiefgang und Anfälligkeit auf Seegras. Die geforderten niedrigen Drehzahlen lassen sich nur mit Spezialmotoren, besonders großen Motoren oder mit Getrieben erreichen.
Der magnethydrodynamische Antrieb wurde bisher nur als Prototyp realisiert und ist Forschungsgegenstand.

## Typen
- Historische Elektroboote sind vor allem in Großbritannien populär.[13]

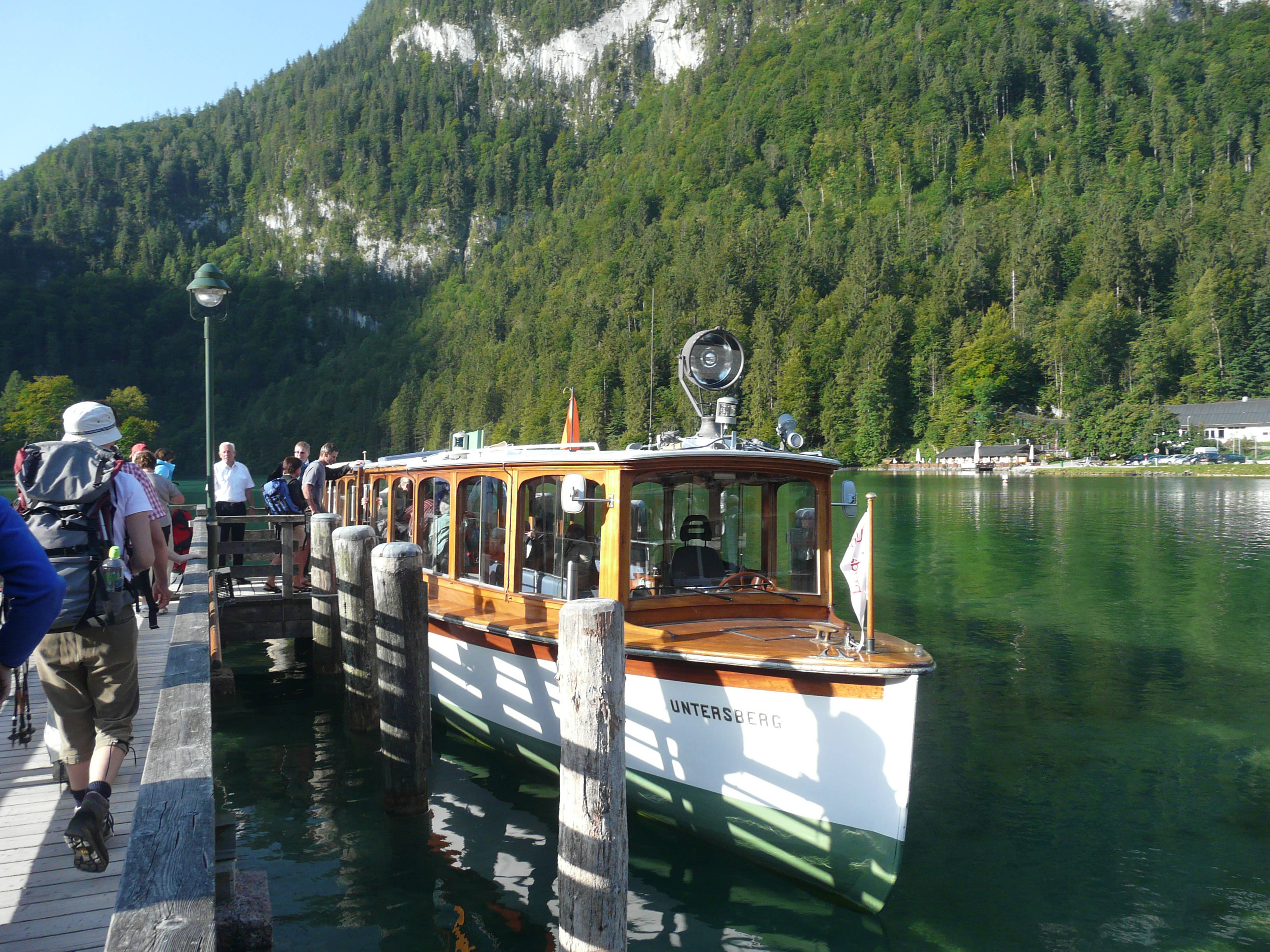
Ein Elektroboot der Bay. Seenschifffahrt am Königssee für ca. 80 Passagiere

- Elektroboote für Binnengewässer: Viele Kanäle, Flüsse und Seen sind relativ klein und windgeschützt und haben oft Geschwindigkeitsbeschränkungen. Auf einigen Gewässern sind Elektroboote die einzigen zugelassenen Motorboottypen. Auf Grund der geringen Energiedichte sind Elektroboote nicht für Anwendungen mit dauerhafter hoher Leistungsanforderung (zum Beispiel dauernd hohe Geschwindigkeiten oder lange Fahrten gegen Strömung, Wind und Wetter) geeignet. Es gibt Anwendungen als Fähren (z. B. FährBär in Berlin), bis hin zur Autofähren (z. B. Ampere in Norwegen).
- Offene Motorboote im klassischen Stil, die mit Lithium-Akkus und leistungsstarken Elektromotoren Gleitgeschwindigkeiten erreichen.
- Elektroaußenborder: Die als Massenprodukt erhältlichen Elektroaußenbordmotoren für kleinere Boote haben wegen der kleinen, schnell drehenden Propeller eher schlechte Wirkungsgrade, sind aber ausgereift. Einige in Kleinserien oder als Prototypen hergestellte Außenborder haben höhere Wirkungsgrade und eignen sich für Vergnügungsboote. Die Lebensdauer mancher Typen ist ohne intensive Wartung ungenügend für den professionellen Einsatz, beispielsweise bei Fähren.
- Segelyachten haben heute fast immer einen Hilfsmotor. Es gibt zwei hauptsächliche Verwendungszwecke, zum einen als Flautenschieber und zum anderen, um in Häfen oder engen Einfahrten zu manövrieren. Für beide Zwecke kann ein Elektroantrieb gute Dienste leisten, denn bei langsamer Fahrt bei Flaute wird sehr wenig Leistung benötigt und es kann auch mit einer kleinen Akkumulator sehr lange gefahren werden. Hafenmanöver dauern hingegen meistens wenige Minuten und selbst kleine Elektromotoren können während dieser Zeit größere Leistungen bereitstellen und sind sehr fein regelbar. Die Emissionsfreiheit, Wartungsarmut, und geringe Lärmentwicklung von Elektroantrieben kommen diesem Anwendungsfall ebenfalls entgegen.
- Hybridboote verwenden, wie weiter oben beschrieben, meistens einen Verbrennungsmotor und ein Elektromotor. Bei kleinen oder besonders widerstandsarmen Booten haben sich stattdessen auch Muskelkraft-Antriebe bewährt. Passagier-Solarboot Solifleur, Yverdon 1995

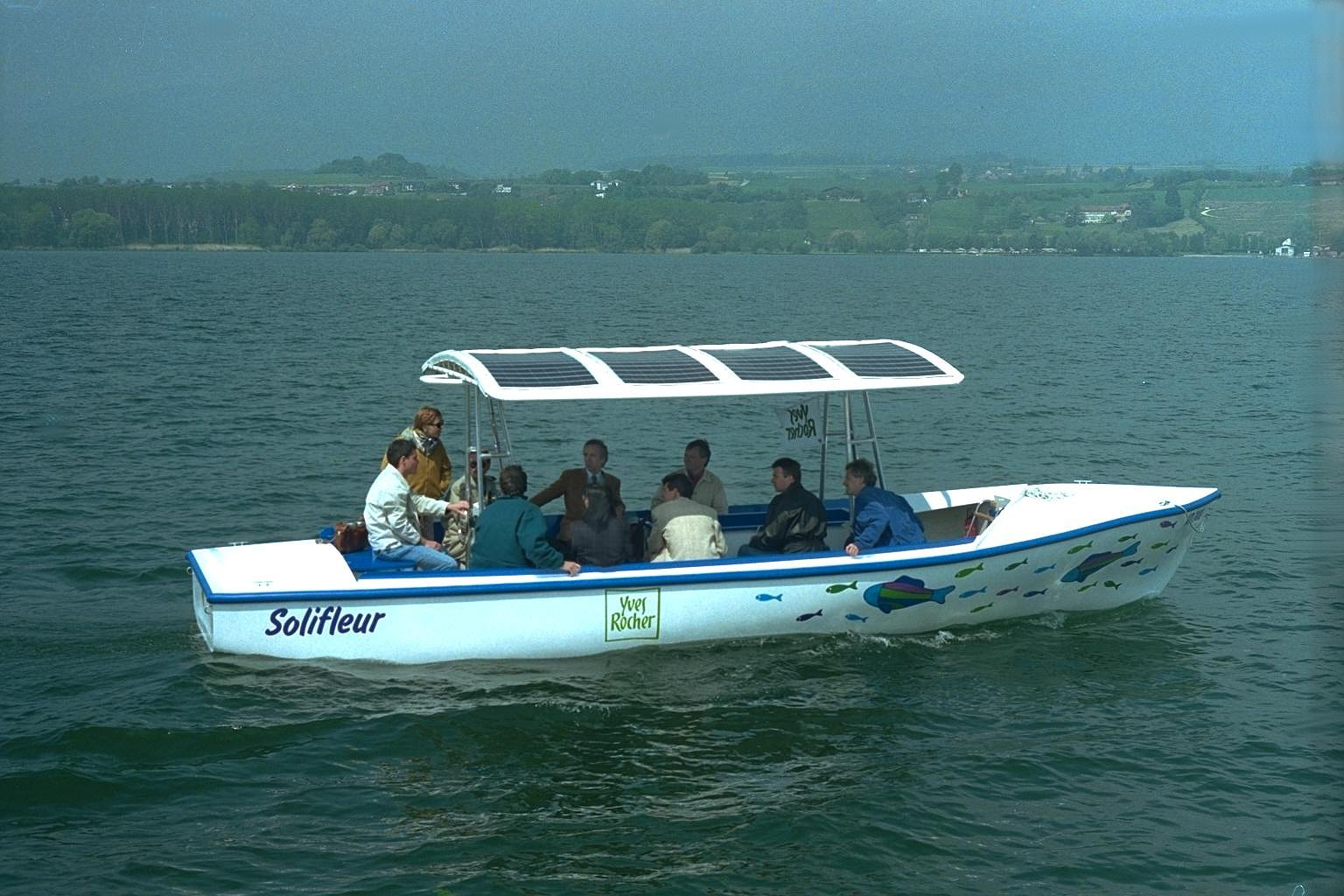
Passagier-Solarboot Solifleur, Yverdon 1995

- Solarboote. Photovoltaik wird auch bei Booten eingesetzt. Im Gegensatz zu Elektrobooten nutzen Solarboote die direkte Sonnenstrahlung als Energiequelle. Jedoch besteht ein stufenloser Übergang zwischen reinen Elektrobooten und reinen Solarbooten. Es gibt Solarboote ohne Batterie für Rekordzwecke, solche mit einer ganz kleinen Batterie für Rennzwecke, Gebrauchssolarboote für Reisezwecke und Vergnügungsboote mit wenig Solarzellen. Beim letztgenannten Bootstyp sind die Batterien so ausgelegt, dass sie den Verbrauch am Wochenende etwa decken können. Die wenigen Solarzellen übernehmen die Nachladung der Batterie bis zum nächsten Wochenende. Weitere Angaben und Verweise siehe Solarfahrzeug.
- Oberleitungsfähren beziehen ihre Energie aus einer Oberleitung ähnlich O-Bussen.
- Elektrisch betriebene Kettenschiffe werden bis heute in Frankreich eingesetzt um lange schlecht belüftete Tunnel zu bewältigen.
- Die meisten Unterseeboote fahren im getauchten Zustand elektrisch, zivile U-Boote meist sogar rein elektrisch.

### Offene Motorboote im klassischen Stil
- Man bezeichnet elektromotorisch angetriebene, offene, kleine Motorboote mit klassischer Formgebung des Rumpfs als „Elektro-Runabouts“. Sie können bis circa acht Personen transportieren. Die erzielbaren Leistungen genügen bereits für den Betrieb weiterer Wassersportarten. So ist beispielsweise das Wasserski-Fahren im Nachstrom eines Elektro-Runabouts möglich.
- Entwurfsziele: Im Unterschied zu bisherigen Elektro-Booten, ist das Entwurfsziel eines Elektro-Runabouts das Erzielen eines Maximums an Fahrspaß.
  - Fahrspaß-Maximierung: Das Maximum an Fahrspaß als Entwurfsziel wird durch besondere Fokussierung(?) auf die Teilbereiche Antriebstechnik, Hydrodynamik und Aerodynamik erzielt. Insbesondere die Antriebstechnik bietet aktuell große Fortschritte im Bereich elektromotorischer Konzepte.
  - Gewichts-Minimierung: Die Gesamtmasse eines Elektro-Runabouts hängt entscheidend von seinem Energiebedarf ab. Das bedingt ein weiteres Entwurfsziel. Die Minimierung der Gesamtmasse. Um den Fahrspaß, das übergeordnete Ziel, einzuhalten, müssen die (oben genannten) weiteren Bereiche (Hydrodynamik, Aerodynamik) optimiert werden.
- Technische Details:
  - Antriebstechnik: Die Konzeption der Elektro-Runabouts setzt eine hohe Leistungsfähigkeit der Akkumulator-Zellen voraus. Auf Lithium-Technologie basierende Zellen bieten die nötige Leistungsfähigkeit.
  - Energiespeicherung: Als Energiespeicher dienen dem Elektro-Runabout Akkumulatoren. Sie werden in mehreren Einheiten (sogenannte Akku-Zellen) an geeigneten Orten an Bord der Boote platziert. Abhängig vom Energiebedarf des Bootes bestimmt sich die Größe und Anzahl der Akku-Zellen.
  - Propulsionsanlagen: Als Propulsionsanlagen kommen sowohl alle gängigen sowie auch „ungewöhnliche“ in Betracht.
  - Strömungsmechanik: Eine Optimierung der Strömungsverhältnisse erfolgt mit der Analyse der vorhandenen Strömung entlang des Boots.
  - Hydrodynamik: Die Hydrodynamik ist optimal, wenn der Widerstand des Bootes bezüglich des Wassers minimiert ist.
  - Aerodynamik: Die Aerodynamik ist optimal, wenn die Widerstandskraft des Bootes bezüglich der Luft minimiert ist.